# Zatrephes pura
Zatrephes pura là một loài bướm đêm thuộc phân họ Arctiinae, họ Erebidae.